# Jan van der Pluijm

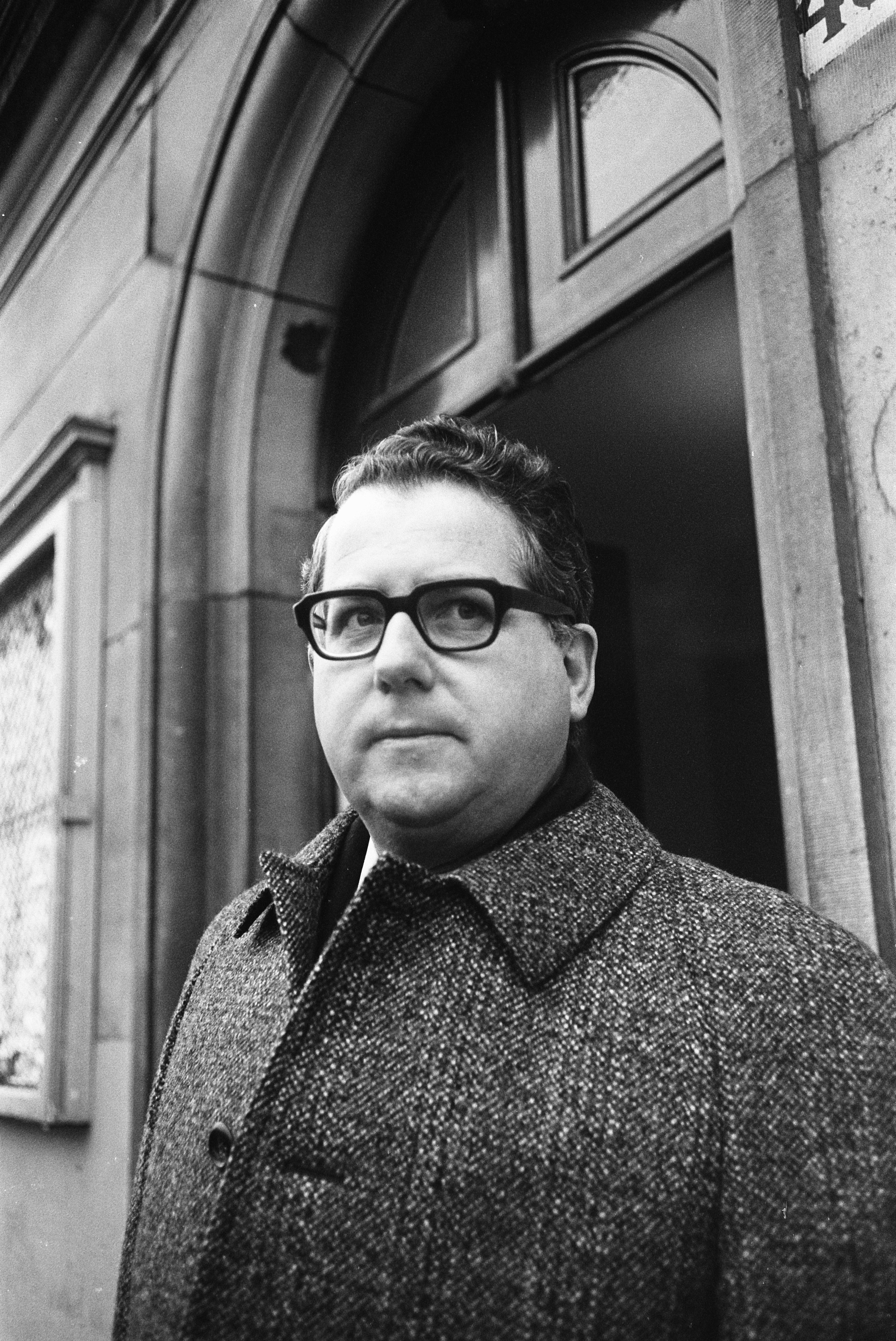
Jan van der Pluijm

Jan Marcel Mathieu van der Pluijm (* 1. März 1920; † 20. Mai 1988) war ein niederländischer Journalist. Er war von 1964 bis 1982 Chefredakteur der Tageszeitung de Volkskrant.

## Leben
Ein an der Universität Tilburg begonnenes Studium musste Van der Pluijm wegen des Krieges unterbrechen. Nach dem Krieg setzte er sein Studium am Internationalen Journalistikinstitut in Rom und anschließend in Tilburg fort und erlangte schließlich einen Abschluss als Ökonom. Nach seinem Studium war er bis 1950 für die Zeitungen Trouw und de Stem tätig. Anschließend arbeitete er bis 1953 für das Sekretariat des Internationalen Christlichen Gewerkschaftsbundes. Zum 1. Juni jenes Jahres wurde er bei de Volkskrant, dem Organ der katholischen Arbeiterbewegung, Redakteur im Ressort „Wirtschaft und Soziales“. Van der Pluijm war zu jener Zeit als Akademiker eine Ausnahmeerscheinung seiner Zeitung und übernahm damit eine Art Vorreiterrolle. Bereits 1955 wurde er zum Arbeitnehmervertreter im Aufsichtsrat ernannt, 1962 übernahm er den Vorsitz des Katholischen Journalistenrings.
Nachdem der erste Nachkriegschefredakteur Joop Lücker nach einer Reihe von Meinungsverschiedenheiten mit der Geschäftsleitung gekündigt hatte, wurde Van der Pluijm zunächst kommissarisch, nach kurzer Zeit dauerhaft als neuer Chefredakteur eingesetzt. Er strebte diese Position zunächst nicht an, trat jedoch anschließend entschlossen für die Redaktion ein und verbat sich Versuche des Herausgebers, des Nederlands Katholiek Vakverbond (NKV), in die redaktionelle Unabhängigkeit einzugreifen. Im Gegensatz zu seinem Vorgänger stand er für einen demokratischeren Führungsstil; dass er auch Loyalitätsbekundungen von Redakteuren und Mitarbeitern erhielt, die mit Lücker ein gutes Verhältnis gehabt hatten, verschaffte ihm schließlich eine breite Vertrauensbasis in dem langwierigen Umbruch, der der Zeitung nun bevorstand.
Ein erstes sichtbares Zeichen, dass der gesellschaftliche Wandel auf die Zeitung durchschlug, war die im September 1965 durchgeführte Streichung der Unterüberschrift „Katholiek dagblad voor Nederland“ von der Titelseite. Obwohl Van der Pluijm sich alle Mühe gab zu versichern, dass de Volkskrant eine katholische Zeitung bleiben würde, und er auch Jahre später die Ernsthaftigkeit des damaligen Ansinnens bekräftigte, war der Wandel innerhalb der Zeitung nicht mehr aufzuhalten. Der Ausgang des Zweiten Vatikanischen Konzils und die Einsetzung zweier konservativer Bischöfe im Jahr 1970 sorgte bei vielen in der Redaktion für eine große Enttäuschung. Der in jenem Jahr erfolgte Austritt Van der Pluijms aus der Kirche war ein Schritt, den eine ganze Reihe aus diesem Kreis schon zuvor vollzogen hatte. Einige Jahre später war aus de Volkskrant ein Blatt der Linken mit hohem Bildungsgrad geworden. Der 1968 erfolgte Zusammenschluss mit der sozialdemokratischen Tageszeitung Het Parool und der 1975 folgende Beitritt der protestantischen Trouw bettete de Volkskrant schließlich in den Kontext eines Medienkonzerns ein.
Nach einem zähen, jahrelangen Prozess hatte Van der Pluijm sein Ziel einer institutionalisierten Demokratisierung der Redaktion erreicht. 1973 trat ein Redaktionsstatut in Kraft, des Weiteren kam es zur Einsetzung eines Redaktionsrates. In den 1970er Jahren machte sich unter Van der Pluijm ein Betroffenheitsjournalismus breit, ferner verstand sich die Zeitung zunehmend als kritischer Unterstützer des linken Flügels der Regierungspartei PvdA. Beides stieß auf Kritik, der 1979 eingesetzte stellvertretende Chefredakteur Jan Blokker trug schließlich dazu bei den vorgenannten Betroffenheitsjournalismus zurückzudrängen.
1980 begann Van der Pluijm als Mitglied einer Auswahlkommission nach einem Nachfolger für ihn zu suchen, die Wahl fiel schließlich auf Harry Lockefeer, dem Ressortleiter „Wirtschaft und Soziales“. Dieser wurde im Mai 1981 zunächst als stellvertretender Chefredakteur neben Blokker eingesetzt und beerbte Van der Pluijm schließlich im März 1982. Trotz der einschneidenden Veränderungen, die de Volkskrant ihrem katholischen Hintergrund entrissen, intern neu organisierten und in einen Medienverbund führten, konnte Van der Pluijm auf erfolgreiche Jahre zurückblicken; während seiner Zeit als Chefredakteur stieg die Auflage fast ununterbrochen an. Nach seinem Ausscheiden aus der Zeitung wurde Van der Pluijm Ende 1983 erster Vorsitzender der neu gegründeten Amsterdamer Rundfunkgesellschaft SALTO.